# Пьянка (приток Камы)
Пьянка — река в России, протекает в Частинском районе Пермского края. Устье реки находится в 404 км по правому берегу Воткинского водохранилища на Каме. Длина реки составляет 14 км, площадь водосборного бассейна 56,2 км².
Протекает на юго-западе края в южной части Верхнекамской возвышенности. Исток находится близ границы с Большесосновским районом в урочище Мишино Поле. До впадения Малой Пьянки также именуется Большой Пьянкой. Генеральное направление течения — юг. Верхнее и среднее течение проходят по ненаселённому лесному массиву, в нижнем течении на реке стоит деревня Березники. Приток — Малая Пьянка (правый). Впадает в Воткинское водохранилище, образуя в нижнем течении из-за подпора водохранилища вытянутый залив. На его берегу стоит деревня Поздышки.

## Данные водного реестра
По данным государственного водного реестра России относится к Камскому бассейновому округу, водохозяйственный участок реки — Кама от Камского гидроузла до Воткинского гидроузла, речной подбассейн реки — бассейны притоков Камы до впадения Белой. Речной бассейн реки — Кама.
По данным геоинформационной системы водохозяйственного районирования территории РФ, подготовленной Федеральным агентством водных ресурсов:
- Код водного объекта в государственном водном реестре — 10010101012111100015230
- Код по гидрологической изученности (ГИ) — 111101523
- Код бассейна — 10.01.01.010
- Номер тома по ГИ — 11
- Выпуск по ГИ — 1